# NGC 6056
NGC 6056 is een spiraalvormig sterrenstelsel in het sterrenbeeld Hercules. Het hemelobject werd op 8 juni 1886 ontdekt door de Amerikaanse astronoom Lewis A. Swift.

## Synoniemen
- IC 1176
- MCG 3-41-100
- ZWG 108.122
- DRCG 34-101
- PGC 57075